# Стайковский сельсовет (Брестская область)
Стайковский сельсовет — административная единица на территории Ивацевичского района Брестской области Республики Беларусь. Административный центр — деревня Стайки.

## Состав
Стайковский сельсовет включает 10 населённых пунктов:
- Алексейки — деревня.
- Бычь — деревня.
- Гощево — агрогородок.
- Зелёный Бор — посёлок.
- Михновичи — деревня.
- Нехачево — деревня.
- Овсто — деревня.
- Размерки — деревня.
- Стайки — деревня.
- Юкевичи — деревня.

## Промышленность и сельское хозяйство
- СПК «Новые Стайки»
- Филиал ПМК-2
- ОАО СМТ «Белтопливострой»
- Ивацевичская райплемстанция
- Железнодорожная станция «Коссово Полесское»
- УП «Брестоблгаз»
- ТПУ «Березовское»
- Асфальтобетонный завод «Нехачево» Дрогиченского ДСУ-32.

## Социальная сфера
- ГУО «Стайковская средняя школа», ГУО «Гощевская средняя школа», ГУО «Зеленоборская средняя школа», детские сады: д. Стайки, д. Гощево, д. Зелёный Бор.
- Стайковский сельский Дом культуры, Гощевский сельский Дом культуры, Зеленоборский сельский клуб, библиотеки: д. Стайки, д. Гощево, д. Зелёный Бор.
- Фельдшерско-акушерские пункты: д. Стайки, д. Гощево, д. Зелёный Бор.
- Комплексные приемные пункты: д. Гощево, д. Зелёный Бор.